# 키이스 킴
키이스 킴(Keith Kim, 1978년 5월 10일 ~ )은 기타리스트, 채프먼 스틱 연주자, 작곡가이다.  2015년 프로젝트 밴드, 메탈 캣 싱글 앨범 [Won't You Cry]로 데뷔하였다.
아버지(김덕환)는 쌍용그룹 사장을 하였으며 3대째 예술가 집안으로 연극배우 김동원이 조부, 가수 김세환 (가수)이 삼촌이다.
버클리 음악 대학 재학 당시인 2007년 부터 채프먼 스틱을 연주하기 시작하여 2008년에 라이브 연주를 했으며 사실상 대한민국 최초의 연주자다.

## 학력
- 2000~2002, 2006~2008 버클리음악대학 퍼포먼스 학사
- 2013~2016 단국대학교 문화예술대학원 대중음악 제작경영학과 석사

## 경력
- 2015.9 한국영상대학교 실용음악과 겸임조교수